# ۶۰ دقیقه دوم
۶۰ دقیقه دوم (به انگلیسی: 60 Minutes II) عنوان برنامه‌ای با اجرای چارلی رز در شبکه تلویزیونی سی‌بی‌اس بود.